# Valon Etemi
Valon Etemi (in macedone Валон Етеми?; grafia albanese Valon Ethemi; Palatica, 3 ottobre 1997) è un calciatore macedone con cittadinanza albanese, centrocampista o attaccante dell'Iğdır.

## Carriera

### Club
Il 29 agosto 2017 viene acquistato a titolo definitivo dalla squadra albanese del Kukësi.

### Nazionale
Il 28 maggio 2018 esordisce con la nazionale Under-21 albanese nell'amichevole persa 0-2 contro la Bosnia ed Erzegovina.
Il 3 novembre 2021 cambia nazionalità accettando la chiamata della Macedonia del Nord.

## Statistiche

### Presenze e reti nei club
Statistiche aggiornate al 22 maggio 2021.
| Stagione        | Squadra         | Campionato      | Campionato | Campionato | Coppe nazionali | Coppe nazionali | Coppe nazionali | Coppe continentali | Coppe continentali | Coppe continentali | Altre coppe | Altre coppe | Altre coppe | Totale | Totale |
| Stagione        | Squadra         | Comp            | Pres       | Reti       | Comp            | Pres            | Reti            | Comp               | Pres               | Reti               | Comp        | Pres        | Reti        | Pres   | Reti   |
| --------------- | --------------- | --------------- | ---------- | ---------- | --------------- | --------------- | --------------- | ------------------ | ------------------ | ------------------ | ----------- | ----------- | ----------- | ------ | ------ |
| 2016-2017       | Adriatiku       | KP              | 22         | 4          | CA              | 0               | 0               | -                  | -                  | -                  | -           | -           | -           | 22     | 4      |
| 2017-2018       | Kukësi          | KS              | 33         | 2          | CA              | 7               | 1               | UCL                | -                  | -                  | SA          | 0           | 0           | 40     | 3      |
| 2018-2019       | Kukësi          | KS              | 31         | 2          | CA              | 8               | 4               | UCL+UEL            | 3+1                | 0                  | -           | -           | -           | 43     | 6      |
| 2019-2020       | Kukësi          | KS              | 32         | 6          | CA              | 6               | 1               | UEL                | 2                  | 1                  | SA          | 1           | 0           | 41     | 8      |
| 2020-gen. 2021  | Kukësi          | KS              | 0          | 0          | CA              | 0               | 0               | UEL                | -                  | -                  | -           | -           | -           | 0      | 0      |
| Totale Kukësi   | Totale Kukësi   | Totale Kukësi   | 96         | 10         |                 | 21              | 6               |                    | 6                  | 1                  |             | 1           | 0           | 124    | 17     |
| gen.-giu. 2021  | İstanbulspor    | 1L              | 16+2       | 1+0        | CT              | 0               | 0               | -                  | -                  | -                  | -           | -           | -           | 18     | 1      |
| Totale carriera | Totale carriera | Totale carriera | 134+2      | 15+0       |                 | 21              | 6               |                    | 6                  | 1                  |             | 1           | 0           | 164    | 22     |

## Palmarès

### Club

#### Competizioni nazionali
- Coppa d'Albania: 1

Kukësi: 2018-2019